# Sparks of Fate
Sparks of Fate è un cortometraggio muto del 1914 diretto da E.H. Calvert.

## Trama
Due radiotelegrafisti diventano rivali in amore, innamorati ambedue della stessa ragazza.

## Produzione
Il film fu prodotto dalla Essanay Film Manufacturing Company.

## Distribuzione
Distribuito dalla General Film Company, il film - un cortometraggio in due bobine - uscì nelle sale cinematografiche statunitensi il 18 settembre 1914.